# Lotfollah Kija Szemszaki
Lotfollah Kija Szemszaki, pers. لطف الله کیاشمشکی (ur. 1 czerwca 1938 w Szemszaku) – irański narciarz alpejski, olimpijczyk.

## Występy na IO
| Rok  | Igrzyska Olimpijskie | Konkurencja   | Wyniki                  |
| 1964 | Innsbruck 1964       | zjazd         | 65.                     |
| 1964 | Innsbruck 1964       | slalom gigant | 60.                     |
| 1964 | Innsbruck 1964       | slalom        | odpadł w kwalifikacjach |
| 1968 | Grenoble 1968        | zjazd         | 66.                     |
| 1968 | Grenoble 1968        | slalom gigant | 71.                     |
| 1968 | Grenoble 1968        | slalom        | odpadł w kwalifikacjach |
| 1972 | Sapporo 1972         | zjazd         | 53.                     |
| 1972 | Sapporo 1972         | slalom gigant | 43.                     |
| 1972 | Sapporo 1972         | slalom        | nie wystartował         |